# 石田徳
石田 徳（いしだ いさお、1923年（大正12年）7月4日 - 2009年（平成21年）6月3日）は、昭和から平成時代の政治家。大分県杵築市長。杵築市名誉市民。

## 経歴
大分県出身。1952年（昭和27年）東京大学法学部卒業。農林省に入り、食糧庁総務課長、経済企画庁総合計画局審議官、1978年（昭和53年）農林水産省九州農政局長などを歴任。
1982年（昭和57年）から5期20年にわたり杵築市長を務めた。2004年（平成16年）11月、杵築市名誉市民に推挙された。2009年（平成21年）6月3日死去、85歳。死没日をもって正四位に叙される。

## 栄典
勲章等
- 2003年（平成15年） - 旭日中綬章[2]
- 2009年（平成21年） - 正四位